# Дебија (Ређо Емилија)
Дебија је насеље у Италији у округу Ређо Емилија, региону Емилија-Ромања.
Према процени из 2011. у насељу је живело 86 становника. Насеље се налази на надморској висини од 304 м.